# 松坡区

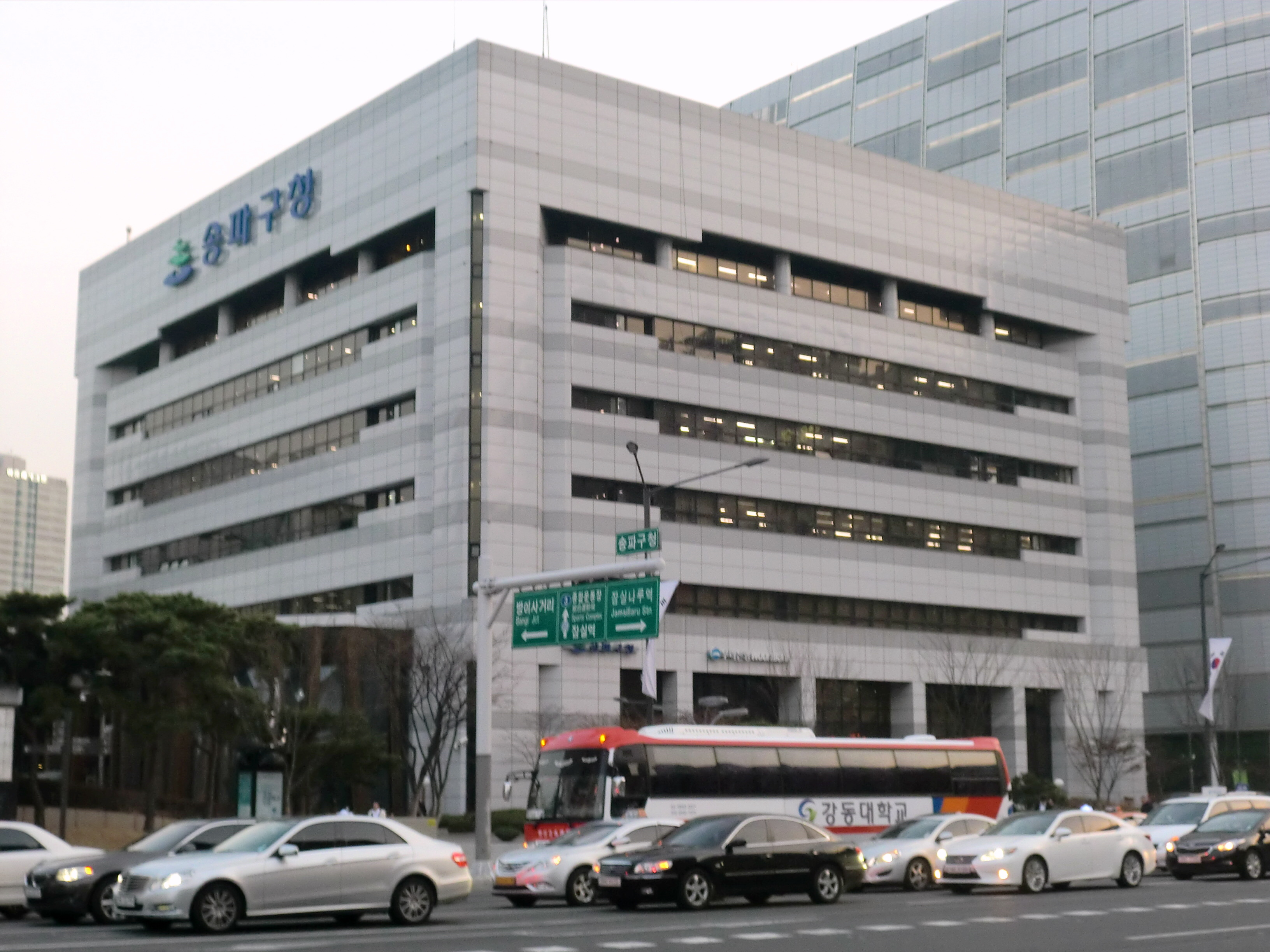
松坡区庁

松坡区（ソンパく）は、大韓民国の首都ソウル特別市の南東部、漢江（ハンガン）南岸にある区。ソウルオリンピック主競技場があり、1988年ソウルオリンピックが開催された。

## 歴史
百済時代には475年まで都「漢城」（慰礼城）が置かれていた。
1988年1月1日 江東区から可楽洞、巨餘洞、馬川洞、文井洞、芳荑洞、三田洞、石村洞、松坡洞、五禁洞、蚕室洞、長旨洞、風納洞を分割し、松坡区が誕生した。

## 行政区域

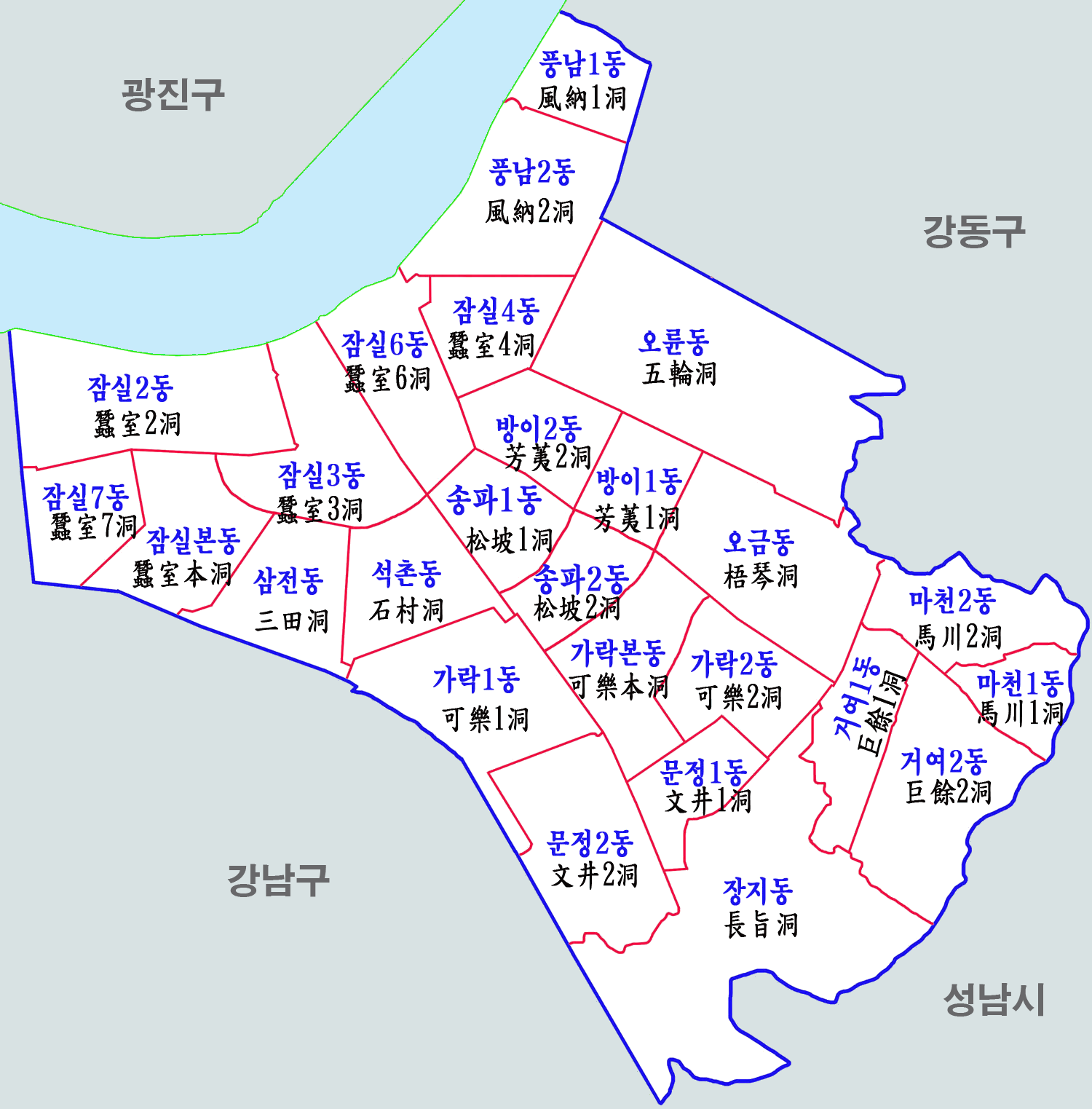
行政区域図

幾度かの洞の統合を経て、現在は28の洞が存在する。
| 行政洞                          | 法定洞                 |
| ------------------------------- | ---------------------- |
| 風納1洞（プンナビルトン）       | 風納洞                 |
| 風納2洞（プンナビドン）         | 風納洞                 |
| 巨余1洞（コヨイルトン）         | 巨余洞                 |
| 巨余2洞（コヨイドン）           | 巨余洞                 |
| 馬川1洞（マチョニルトン）       | 馬川洞                 |
| 馬川2洞（マチョニドン）         | 馬川洞                 |
| 芳荑1洞（パンイイルトン）       | 芳荑洞                 |
| 芳荑2洞（パンイイドン）         | 芳荑洞                 |
| 五輪洞（オリュンドン）          | 芳荑洞                 |
| 梧琴洞（オグムドン）            | 梧琴洞                 |
| 松坡1洞（ソンパイルトン）       | 松坡洞                 |
| 松坡2洞（ソンパイドン）         | 松坡洞                 |
| 石村洞（ソクチョンドン）        | 石村洞                 |
| 三田洞（サムジョンドン）        | 三田洞                 |
| 可楽本洞（カラクポンドン）      | 可楽洞                 |
| 可楽1洞（カラギルトン）         | 可楽洞                 |
| 可楽2洞（カラギドン）           | 可楽洞                 |
| 文井1洞（ムンジョンイルトン）   | 文井洞                 |
| 文井2洞（ムンジョンイドン）     | 文井洞、長旨洞         |
| 長旨洞（チャンジドン）          | 文井洞、長旨洞         |
| 慰礼洞（ウィレドン）            | 文井洞、長旨洞、巨余洞 |
| 蚕室本洞（チャムシルボンドン）  | 蚕室洞                 |
| 蚕室2洞（チャムシリドン）       | 蚕室洞                 |
| 蚕室3洞（チャムシルサムドン）   | 蚕室洞                 |
| 蚕室4洞（チャムシルサドン）     | 新川洞                 |
| 蚕室6洞（チャムシルリュクトン） | 新川洞                 |
| 蚕室7洞（チャムシルチルトン）   | 蚕室洞                 |

## 行政
1991年より区長公選制が導入されている。現在の区長は朴星洙（박성수、パク・ソンス）。
警察業務はソウル松坡警察署、消防は松坡消防署が担当する。
2009年に日本の東京都文京区役所に対して交流を提案して区役所職員の相互派遣などに取り組み、2024年12月20日に姉妹都市提携した。

## 教育
大学
- 韓国体育大学校

高等学校
- 普成高等学校

## 観光
- ロッテワールド
- 大清皇帝功徳碑
- オリンピック公園
- 可楽洞市場

## 住居
- 松坡ヘリオシティ（朝鮮語版）
- 蚕室住公5団地（朝鮮語版）
- 蚕室レイクパレス（朝鮮語版）
- 蚕室エルス（朝鮮語版）
- 蚕室リセンツ（朝鮮語版）
- 蚕室トゥリジウム（朝鮮語版）
- 蚕室ロッテキャッスルゴールド（朝鮮語版）

## 交通

### 鉄道
- 韓国鉄道公社
  - 盆唐線

福井駅
- ソウル交通公社

- 2号線

蚕室ナル駅 - 蚕室駅 - 蚕室セネ駅 - 総合運動場駅
- 3号線

可楽市場駅 - 警察病院駅 - 梧琴駅
- 9号線

総合運動場駅 - 三田駅 - 石村古墳駅 - 石村駅 - 松坡ナル駅 - 漢城百済駅 - オリンピック公園駅
（馬川支線）オリンピック公園駅 - 芳荑駅 - 梧琴駅 - 開籠駅 - 巨余駅 - 馬川駅
- 8号線

夢村土城駅 - 蚕室駅 - 石村駅 - 松坡駅 - 可楽市場駅 - 文井駅 - 長旨駅 - 福井駅

### 道路
- 首都圏第一循環高速道路松坡インターチェンジ

## 重大事件
電子アンクレット対象者による殺人事件
- 2021年8月、カン・ユンソン（韓: 강윤성）が自身に取り付けられた電子アンクレットを切断して被害者2人を殺害[3][4][映像 1]。カン（1965年出生・男性）は強盗・性犯罪前科犯で、17歳時の1982年から前科14犯であった。またカンは逮捕後のインタビューにて、記者の機材に対して加害を行った[3][4][映像 1]。重前科者に取り付けられる電子アンクレットを切断した後の犯行であったため、警察は大きく批判を受ける事となった[3][4][映像 1]。最終判決は無期懲役。